# Източно галаго
Източното галаго (Galago matschiei) е вид бозайник от семейство Галагови (Galagidae).

## Разпространение и местообитание
Разпространен е в Бурунди, Демократична република Конго, Руанда и Уганда.